# Hejin
Hejin (河津 ; pinyin : Héjīn) est une ville de la province du Shanxi en Chine. C'est une ville-district placée sous la juridiction administrative de la ville-préfecture de Yuncheng située sur la rive est du fleuve Jaune.

## Géographie
Hejin jouxte les comtés de Jishan et Wanrong à l'est et au sud, Linfen au nord et Hancheng dans le Shaanxi (de l'autre coté du fleuve Jaune) à l'ouest.

### Accès
- Autoroute G5 Pékin-Kunming
- Route nationale 108 de Chine
- Route nationale 209 de Chine

## Démographie
La population du district était de 401 000 habitants en 2017 avec une densité de 680 habitants au km².

## Économie
La ville et ses environs abritent d'abondantes réserves d'aluminium.